# Szemimaru

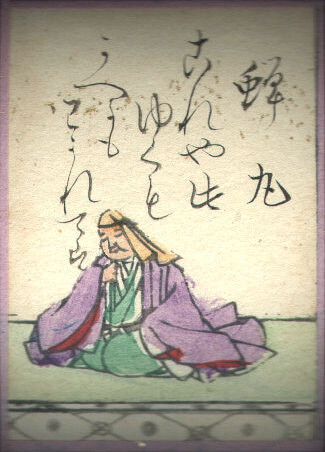
Szemimaru a Hjakunin Issúból

Szemimaru, egyéb ismert nevén Szemimaro (japánul 蝉丸) japán költő és zenész a Heian korszakban. Nevét a Hjakunin Issúban jegyezték fel, de származásáról nincsenek történelmi feljegyzések. Néhány forrás szerint Uda császár, Acumi herceg vagy Daigó császár negyedik fia volt.
Találka domb
 
Ez itt az a hely,
hol pihennek vándorok
 jövők s indulók,
idegenek, barátok:
Ez itt a "Találka-domb.